# Léon van der Elst
Baron Léon Georges Joseph Marie Philomène van der Elst (* 6. Januar 1856 in Brüssel; † 23. Mai 1933 ebenda) war ein belgischer Diplomat.

## Leben
Léon van der Elst, Sohn von François Zénon Julien Emile van der Elst und dessen Ehefrau Barbe Henriette Marie t’Kint de Roodenbeke, trat 1884 in das Außenministerium ein und wurde 1885 zunächst Leiter des Sekretariats sowie 1889 Kabinettschef der Außenminister. 1894 wurde er als Ritter in den Adelsstand erhoben. 1905 wurde er Generalsekretär des Außenministeriums und bekleidete dieses Amt bis 1917. Zugleich war er zwischen 1909 und 1918 Diplomatischer Berater von König Albert I. und wurde 1910 als Baron in den erblichen Adel erhoben.
Zuletzt war van der Elst von 1917 bis 1918 Außerordentlicher Gesandter und Bevollmächtigter Minister in Spanien. Für seine langjährigen Verdienste wurde er des Weiteren Großoffizier des Leopoldsorden und des Kronenorden. Er erhielt zudem das Bürgerliche Kreuz Erster Klasse, die Regierungsmedaille von König Leopold II. sowie die Erinnerungsmedaille zur 100-jährigen Gründung von Belgien.
Aus seiner 1892 mit Marie Anne Joséphine van Vessem geschlossenen Ehe gingen vier Kinder hervor, darunter der Diplomat Joseph van der Elst.

## Weblink
- Léon van der Elst in ars-moriendi.be

| Personendaten    | Personendaten                                                          |
| ---------------- | ---------------------------------------------------------------------- |
| NAME             | Van der Elst, Léon                                                     |
| ALTERNATIVNAMEN  | Van der Elst, Léon Georges Joseph Marie Philomène (vollständiger Name) |
| KURZBESCHREIBUNG | belgischer Diplomat                                                    |
| GEBURTSDATUM     | 6. Januar 1856                                                         |
| GEBURTSORT       | Brüssel                                                                |
| STERBEDATUM      | 23. Mai 1933                                                           |
| STERBEORT        | Brüssel                                                                |